# 58e méridien est
En géographie, le 58e méridien est est le méridien joignant les points de la surface de la Terre dont la longitude est égale à 58° est.

## Géographie

### Dimensions
Comme tous les autres méridiens, la longueur du 58e méridien correspond à une demi-circonférence terrestre, soit 20 003,932 km. Au niveau de l'équateur, il est distant du méridien de Greenwich de 6 457 km,.
Avec le 122e méridien ouest, il forme un grand cercle passant par les pôles géographiques terrestres.

### Régions traversées
En commençant par le pôle Nord et descendant vers le sud au pôle Sud, Le 58e méridien est passe par:
| Coordonnées          | Pays, territoire ou mer | Notes |
| -------------------- | ----------------------- | --- |
| 90° 00′ N, 58° 00′ E | Océan Arctique          | |
| 81° 49′ N, 58° 00′ E | Russie                  | Îles de Rudolf, Karl-Alexander, Payer, Greely, Ziegler, Wiener Neustadt, Heiss et Hall, Terre François-Joseph |
| 80° 05′ N, 58° 00′ E | Mer de Barents          | |
| 75° 39′ N, 58° 00′ E | Russie                  | Île Severny, Nouvelle-Zemble                                                                                  |
| 73° 59′ N, 58° 00′ E | Mer de Kara             | |
| 70° 30′ N, 58° 00′ E | Mer de Barents          | Mer de Pechora                                                                                                |
| 68° 49′ N, 58° 00′ E | Russie                  | |
| 51° 05′ N, 58° 00′ E | Kazakhstan              | |
| 45° 27′ N, 58° 00′ E | Ouzbékistan             | |
| 42° 29′ N, 58° 00′ E | Turkménistan            | |
| 37° 49′ N, 58° 00′ E | Iran                    | |
| 25° 38′ N, 58° 00′ E | Golfe d'Oman            | |
| 23° 42′ N, 58° 00′ E | Oman                    | |
| 20° 26′ N, 58° 00′ E | Océan Indien            | Passe juste à l'est de l'île Maurice                                                                          |
| 60° 00′ S, 58° 00′ E | Océan Arctique          | |
| 67° 06′ S, 58° 00′ E | Antarctique             | Territoire Antarctique australien, Revendications territoriales en Antarctique revendiqués par l' Australie   |